# Billy Butler
Billy Butler (Chicago, 7 de junho de 1945 - Chicago - 1º de abril de 2015) foi um cantor e compositor estadunidense.
Em 1963 gravou pela primeira vez para Okeh Records. O seu primeiro e maior sucesso foi de 1965 do I Can't Work No Longer, que alcançou a posição #6 no Billboard nos Estados Unidos.